# Georg Anton Vieli
Georg Anton Vieli (* 6. April 1745 in Cumbels; † 13. April 1830 in Rhäzüns) war ein Schweizer Arzt und Politiker.

## Leben und Werk
Georg Anton Vieli war das jüngste Kind eines Bauern und Landammanns im Lugnez in Graubünden, einer Gegend, die viele Reisläufer (Söldner) stellte und deshalb hohe Auslandserfahrung versammelte. Seine Mutter stammte aus Obersaxen. Er wuchs zweisprachig mit Rätoromanisch und Deutsch auf und lernte später noch Französisch und Italienisch. Er besuchte die Schule der italienischen Kapuziner in Cumbels, dann das Jesuitenkolleg in Feldkirch, wo er auch mit dem Jesuitentheater vertraut wurde.
Ab 1764 studierte er Medizin in Mailand und wurde 1767 promoviert. Nach weiteren Studienaufenthalten an den Universitäten Straßburg und Wien begann er 1770 in seinem Heimatort eine erfolgreiche Arztpraxis mit Nähe zu allen Schichten. 1771 kaufte er das Amt des Landammans des Lugnez. 1777 wurde er Verwalter der österreichischen Herrschaft Rhäzüns und Gesandtschaftssekretär der vorderösterreichischen Regierung. 1778 heiratete er Dorothea de Mont.
Seine intensiven Aktivitäten in der Politik Graubündens und namentlich sein Agieren in der Frage des Untertanengebiets Veltlin ab 1787 führten 1791 zu seiner Absetzung (mit Pension) als Verwalter für Österreich. Zusammen mit anderen gründete er in Reichenau eine philanthropische Gesellschaft, an deren Erziehungsanstalt 1794 der spätere König Louis-Philippe I. unterrichtete. 1796 wurde er endgültig aus den Diensten Österreichs entlassen.
Nach dem Verlust des Veltlin an die Cisalpinische Republik war Vieli einer der Vertreter Graubündens auf dem Rastatter Kongress, musste aber 1798 unverrichteter Dinge zurückkehren. Seine gemäßigt liberale Position der politischen Mitte brachte ihn in die Nähe Frankreichs und der Helvetischen Republik. Im März 1799 wurde er von Masséna zum Mitglied der provisorischen Regierung Graubündens berufen, wo er den Vereinigungsvertrag mit der Schweiz beförderte. Nach Abzug der Franzosen und Rückkehr der Österreicher verschmähte er die Flucht. Er wurde am 30. Mai 1799 festgenommen und zusammen mit 90 weiteren Bürgern nach Innsbruck und im September 1800 nach Graz verschleppt. Erst Anfang März 1801 konnte er zu seiner Familie zurückkehren.
Mit Beginn der Mediationszeit 1803 und Errichtung des Kantons Graubünden wurde Vieli Mitglied der Kommission zur Schaffung der Kantonsverfassung und ab 1805 Mitglied des Grossen Rates (Kantonsparlaments). Nach dem Sturz der Mediationsverfassung war er 1814 wieder Mitglied der Verfassungskommission und zeitweise Präsident des Grossen Rates, dem er bis 1827 angehörte, wie auch Mitglied der Kantonsregierung. Sanitätsrat und katholischer Schulrat blieb er bis zu seinem Tod.
Als Rhäzüns 1819 endgültig an Graubünden fiel, kaufte Vieli 1823 der landwirtschaftlichen Güter wegen das Schloss Rhäzüns, ohne es bewohnen zu wollen.
Vieli hinterließ Gedichte in rätoromanischer Sprache.